# Herophydrus ovalis
Herophydrus ovalis är en skalbaggsart som beskrevs av Gschwendtner 1932. Herophydrus ovalis ingår i släktet Herophydrus och familjen dykare. Inga underarter finns listade i Catalogue of Life.